# آيت مرغاد (تيلمي)
آيت مرغاد هي إحدى مشيخات المملكة المغربية، تتبع جغرافيا لإقليم تنغير وإداريًا لتيلمي. يقدر عدد سكانها بـ 6006 نسمة حسب الإحصاء الرسمي للسكان والسكنى لسنة 2004.